# Левчук Іван Антонович
Іван Антонович Левчук ( 28 лютого 1920 року в с. Сошично Камінь-Каширського району Волинської області —6 січня 1992 року, м. Київ, Україна ) — релігійний діяч «незареєстрованих» п'ятидесятників, благовісник, пресвітер,  єпископ Союзу  християн віри євангельської 
В'язень сумління, чотири рази засуджений (1948, 1957, 1964 та 1969) у радянських таборах та засланні  провів 23 роки.

## Біографія

### Ранні роки
Іван Антонович Левчук народився 28 лютого 1920 року в селі Сошично Камінь-Каширського району Волинської області. У його батька, Антона Кас'яновича Левчука було 9 дітей із яких Іван був другим. Із шести років почав відвідувати богослужіння п’ятидесятницької церкви. Молодий Іван любив молитися, тому вже у віці восьми років отримав хрещення Святим Духом. Згодом увірували й інші члени його родини. Ще з дитинства виявляв схильність до проповіді, тож у 14 років уже був керівником молоді в помісній церкві. Також здобув освіту у восьмирічній школі .
Іван Левчук прийняв водне хрещення у 1940 році від відомого волинського проповідника й мученика Луки Столярчука. Цікаво, що в юності Іван добре знав польську мову .
Згодом розпочалася Друга світова війна. Радянські війська, звільняючи Україну від німецької окупації, також здійснювали примусову мобілізацію на фронт. Іван відмовився брати до рук зброю і воювати, за що над ним знущалися й хотіли розстріляти. Перед самим розстрілом його врятував генерал Пухов і направив служити писарем в артилерійський полк. Після закінчення військової служби Іван залишився жити в Коростені Житомирської області, де зупинився їхній полк. У 1946 році він переїхав до Києва.

### Духовна праця
Прибувши до Києва, Іван Левчук розпочав служіння благовісника та був обраний дияконом у п’ятидесятницькій громаді. У лютому 1947 року в Києві він узяв участь у підпільній нараді п’ятидесятницьких служителів, які не погоджувалися з «Серпневою угодою» (1945).
У березні 1948 року він узяв участь у Дніпродзержинському таємному з’їзді служителів. На цьому з’їзді Іван Левчук виконував важливу роль — допомагав у його підготовці та був одним із помічників керівного брата Афанасія Бідаша. Після завершення з’їзду разом з іншими делегатами його було заарештовано  .
Івана Левчука було засуджено Особливою нарадою КДБ до 10 років виправно-трудового табору, де він працював диспетчером у шахті міста Інта.
Повернувшись з ув’язнення через вісім років, він продовжив працю над створенням Союзу християн віри євангельської. У серпні 1956 року Іван Левчук взяв участь у другому з’їзді служителів ХВЄ в місті Харкові. Там він був рукопокладений А. Бідашем на пресвітера-благовісника, а згодом — на служіння єпископа. Восени І. Левчук разом з А. Бідашем поїхав до Москви, вимагаючи дозволу на самостійну реєстрацію п’ятидесятницьких громад, однак вони не отримали позитивної відповіді.
У 1964 році його втретє засудили до п’яти років ув’язнення, які він відбував у Сокальській колонії суворого режиму.
У 1969 році Івана Левчука було звільнено. У березні того ж року він одружився з Вірою Маєвською. Цю подію КДБ використав для додаткового тиску, і через сім місяців після весілля його вчетверте засудили — знову на п’ять років. Покарання він відбував на станції Зима Іркутської області. Після повернення з останнього заслання Іван Антонович разом із сім’єю оселився в Києві. У 1975 році в нього народилася донька Таня, а в 1977 син Віктор. 
У 1989 році Іван Левчук взяв участь у міжнародній п’ятидесятницькій конференції у Швеції, а згодом представляв братерство на зустрічі з міжнародною деномінацією «Церкви Божої» в Москві.
Іван Антонович Левчук помер 6 січня 1992 року. Похований на  Бортничанському кладовищі біля Києва.